# هرمان گراف
هرمان گراف (به آلمانی: Hermann Graf) (۲۴ اکتبر ۱۹۱۲–۴ نوامبر ۱۹۸۸) نظامی و خلبان تک‌خال آلمانی در دوره رایش سوم بود که در دوران جنگ جهانی دوم فرماندهی یگان‌های مختلفی را در لوفت‌وافه بر عهده داشت. او با هواگرد جنگنده حدود ۸۳۰ مامورت هوایی به انجام رساند و موفق شد در طی آن ۲۱۲ پیروزی هوایی کسب کند. گراف نخستین خلبان در تاریخ بود که شمار پیروزی‌های هوایی بیش از ۲۰۰ مورد حاصل می‌نمود.

## زندگی
هرمان گراف روز ۲۴ اکتبر سال ۱۹۱۲ در انگن در خانواده‌ای از طبقه متوسط زاده شد. در مدرسه عملکرد خوبی نداشت. از بیست ساگلی شروع به پرواز ورزشی با گلایدر کرد و به زودی مدرک خلبانی آن را دریافت نمود. سال ۱۹۳۵ وارد لوفت‌وافه شد و در عرض یک سال پرواز با هواگرد موتوری را فراگرفت. پس از تکمیل دوره پیشرفته خلبانی، ماه مه سال ۱۹۳۹ به عنوان درجه‌دار ارشد به جناح ۵۱ شکاری منتقل شد. پیش از آغاز جنگ جهانی دوم به درجه استواری ترفیع گرفت. ماه‌های نخست خدمت فعال خود را گشت‌زنی بدون حادثه هوایی در مرز فرانسه کرد. ماه ژانویه سال ۱۹۴۰ در قالب نمایندگان نظامی آلمانی، به عنوان مربی پرواز به رومانی فرستاده شد. در نهایت ماه همان سال با درجه ستوان دومی به جرگه افسران پیوست.
گراف ماه مه سال ۱۹۴۱ در جریان تهاجم به کرت در مأموریت پشتیبانی هوایی در جناح ۵۲ شکاری نخستین بار رزم را تجربه کرد. نخستین پیروزی هوایی او روز ۴ اوت همان سال در جریان نبرد کی‌یف با ساقط کردن یک جنگنده آی-۱۶ شوروی در جبهه شرقی هنگام پوشش بمب‌افکن‌های شیرجه‌ای یو ۸۷ حاصل شد. تا ماه اکتبر مجموعاً ۱۲ و تا پایان سال بیش از ۴۰ پیروزی هوایی کسب کرد. گراف پس از دستیابی به چهل و پنجمین پیروزی هوایی، روز ۲۴ ژانویه سال ۱۹۴۲ مفتخر به دریافت نشان صلیب شوالیه صلیب آهنین شد. روز ۲۳ مارس در حالی که شمار پیروزی‌های هوایی او به ۵۰ مورد رسیده بود، به فرماندهی اسکادران ۹ جنگ ۵۲ شکاری منصوب گشت. در جریان ماه آوریل ۴۸ پیروزی هوایی دیگر به کارنامه او افزوده شد. روز ۱۴ مه هفت هواگرد دشمن را ساقط کرد تا به ۱۰۴ پیروزی هوایی برسد. روز ۱۷ مه با ۱۰۶ پیروزی هوایی برگ‌های بلوط به نشان صلیب شوالیه او منضمم شد. تنها دو روز بعد شمشیرهای این نشان را نیز دریافت کرد. گراف با درجه ستوان یکمی در طول ماه اوت ۳۲ و در ماه بعد ۶۲ هواگرد شوروی را سرنگون ساخت. روز ۱۶ سپتامبر با مجموع ۱۷۲ پیروی هوایی الماس‌های صلیب شوالیه را نصیب خود کرد. گراف روز ۲ اکتبر به نخستین خلبان جنگنده با بیش از ۲۰۰ پیروزی هوایی بدل گردید. مدت کوتاهی بعد به درجه سروانی ترفیع گرفت.
اوایل سال ۱۹۴۳ مجروح و در دوران بازیابی به یک دانشکده آموزشی در فرانسه فرستاده شد. تابستان همان سال به درجه سرگردی رسید و مأمور به تشکیل و هدایت جناح ۵۰ شکاری برای مقابله با هواگردهای ارتقا بلند متفقین شد. در این جایگاه سه بمب‌افکن آمریکایی بی-۱۷ فلایینگ فورترس را سرنگون کرد. ماه نوامبر با درجه سرهنگ دومی در دفاع از رایش به فرماندهی جناح ۱۱ شکاری برگزیده شد. با وجود دستور عدم انجام پرواز رزمی، همچنان به صورت موردی به‌شمار پیروزی‌های هوایی خود می‌افزود. بدین شکل در طول چهار ماه شش پیروزی هوایی دیگر حاصل نمود. در آخرین مورد روز ۲۹ مارس سال ۱۹۴۴ با هواگرد دشمن برخورد کرد و درحالی که به شدت مجروح شده بود، از هواگرد خود با چتر نجات بیرون پرید.
پس از بهبودی، ماه اکتر سال ۱۹۴۴ به جبهه شرقی بازگشت تا فرماندهی یگان پیشین خود، جناح ۵۲ شکاری عهده‌دار شود. در این زمان این یگان تنها جناح در جبهه شرقی بود که هنوز از هواگردهای ب‌اف ۱۰۹گه استفاده می‌کرد. گراف هفت ماه پایانی جنگ را در این مقام بود و برترین خلبانان جنگنده تاریخ شامل اریش هارتمان، گرهارت بارکهورن و گونتر رال را هدایت می‌نمود. در پایان جنگ دستور گرفت به مناطق غربی بازگردد تا اسیر شوروی نشود اما او از ترک هم‌قطارانش اجتناب کرد. با وجود این که جناح ۵۲ شکاری روز ۸ مه سال ۱۹۴۵ در پیسک تسلیم نیروهای آمریکایی شد، تمامی نیروهای آن از جمله گراف تحویل شوروی گشت. تا سال ۱۹۴۹ در اسارت شوروی بود.
سرهنگ هرمان گراف که در میان‌سالی مبتلا به بیماری پارکینسون شده بود، در نهایت روز ۴ نوامبر سال ۱۹۸۸ در زادگاه خود انگن درگذشت.

## نشان‌ها
- صلیب شوالیه صلیب آهنین: ۲۲ ژانویه ۱۹۴۲
  - برگ‌های بلوط: ۱۷ مه ۱۹۴۲
  - شمشیرها: ۱۹ مه ۱۹۴۲
  - الماس‌ها: ۱۶ سپتامبر ۱۹۴۲